# Carex ternaria
Carex ternaria är en halvgräsart som beskrevs av Johann Georg Adam Forster. Carex ternaria ingår i släktet starrar, och familjen halvgräs. Inga underarter finns listade i Catalogue of Life.